# 波萨尔德加利纳斯
波萨尔德加利纳斯，是西班牙卡斯蒂利亚-莱昂巴利亚多利德省的一个市镇。总面积35平方公里，总人口491人（2001年），人口密度14人/平方公里。